# Eleutherodactylus montanus
Espèce
Statut de conservation UICN

 EN B1ab(iii)+2ab(iii) : En danger
Eleutherodactylus montanus est une espèce d'amphibiens de la famille des Eleutherodactylidae.

## Répartition
Cette espèce est endémique de la République dominicaine. Elle se rencontre de 1 270 à 2 424 m d'altitude dans la cordillère Centrale.

## Publication originale
- Schmidt, 1919 : Descriptions of new Amphibians and Reptiles from Santo Domingo and Navassa. New York Bulletin of the American Museum, vol. 41, p. 519-525 (texte intégral).